# Östlicher Gorilla
Der Östliche Gorilla (Gorilla beringei) ist eine der zwei Arten, in die die Gattung der Gorillas geteilt wird. Es ist die größere und seltenere der beiden Arten.
Östliche Gorillas unterscheiden sich von den Westlichen Gorillas unter anderem in ihren etwas größeren Ausmaßen, in einem dunkleren Fell und darin, dass die typische Silberfärbung meist älterer Männchen (siehe Silberrücken) auf den Rücken beschränkt bleibt. Auch bilden sie größere Gruppen.
Der Östliche Gorilla teilt sich in zumindest zwei Unterarten:
- Der Östliche Flachlandgorilla (G. b. graueri) bewohnt tiefergelegene Regenwälder in der Demokratischen Republik Kongo.
- Der Berggorilla (G. b. beringei) ist durch ein längeres Fell gekennzeichnet und lebt in den Virunga-Vulkanen im Grenzgebiet Demokratische Republik Kongo/Ruanda/Uganda sowie im Bwindi Impenetrable National Park in Uganda. Die Tiere dieser Region („Bwindigorillas“) könnten nach Meinung mancher Wissenschaftler eine eigene Unterart darstellen, diese ist bislang aber nicht wissenschaftlich beschrieben worden.

Berggorillas sind die ausgeprägtesten Bodenbewohner innerhalb der Gorillas und ernähren sich vorwiegend von Blättern. Im Gegensatz dazu dürften Östliche Flachlandgorillas sich teilweise von Früchten ernähren. Die Lebensweise dieser Unterart ist aber im Gegensatz zu der der Berggorillas wenig erforscht.
Östliche Gorillas sind seltener und stärker bedroht als Westliche Gorillas und werden auch kaum in Zoos gehalten. Aktuelle Schätzungen der Gesamtpopulation des Östlichen Flachlandgorillas belaufen sich auf 3000 bis 5000 Tiere und die des Berggorillas (Stand Frühjahr 2010) auf 790 Tiere, davon 306 (Stand 2006) im Bwindi-Nationalpark. Die IUCN listet die Art insgesamt als stark gefährdet (endangered) und den Berggorilla als vom Aussterben bedroht (critically endangered).

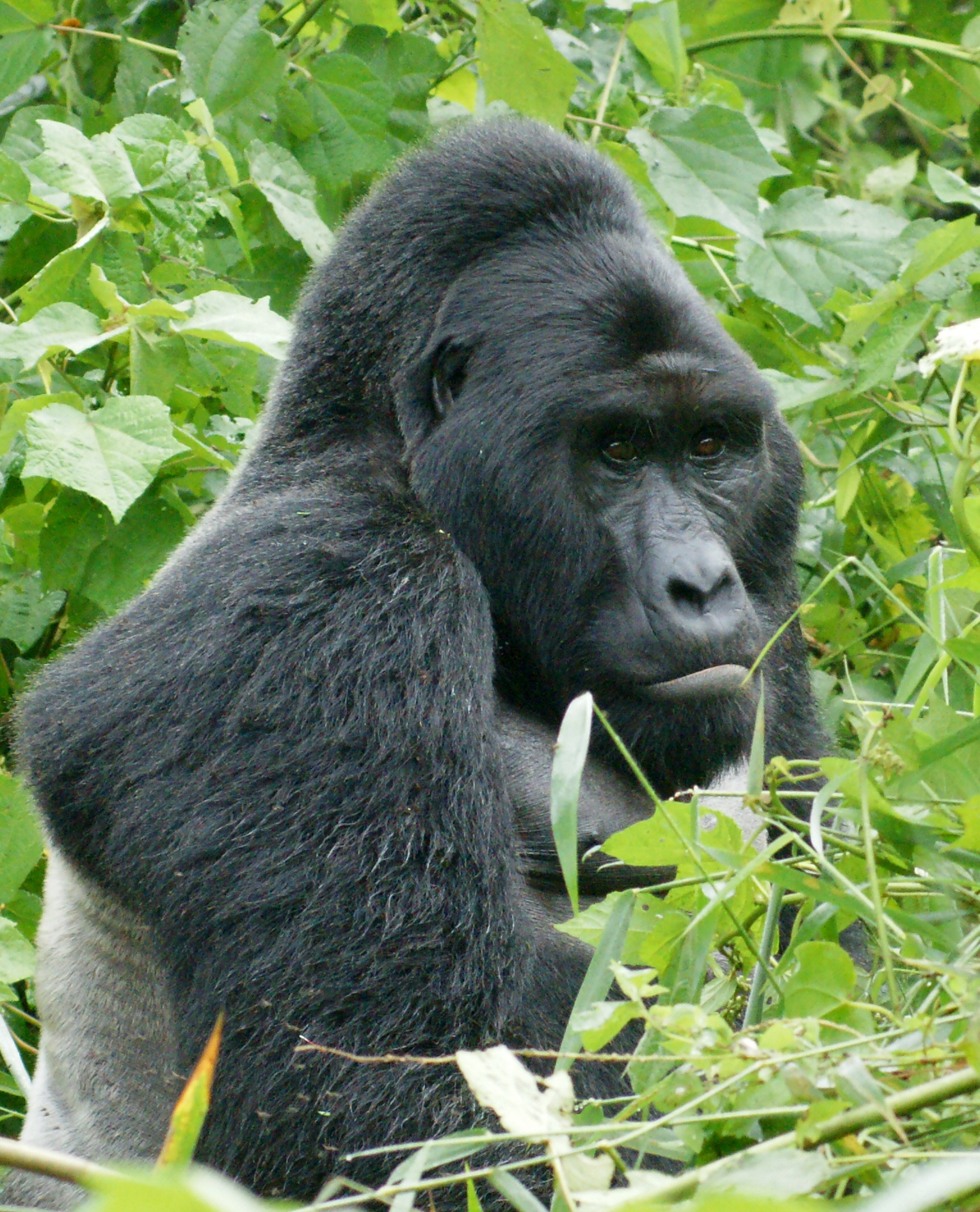
Ein älterer männlicher östlicher Gorilla wird auch Silberrücken genannt.

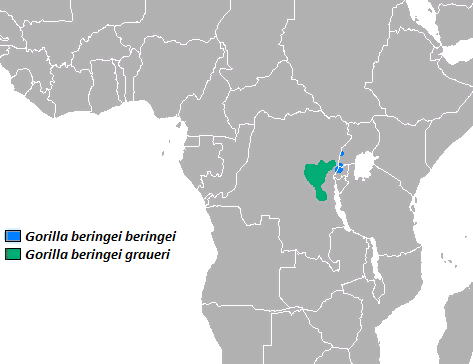
Verbreitungsgebiet des Östlichen Gorillas